# Rhipha perflammans
Rhipha perflammans är en fjärilsart som beskrevs av Paul Dognin 1914. Rhipha perflammans ingår i släktet Rhipha och familjen björnspinnare. Inga underarter finns listade.